# Malouinière du Demaine
La malouinière du Demaine encore nommée le logis du Mur Blanc est une malouinière, une ancienne demeure construite par des corsaires et des armateurs malouins du XVIIIe siècle.
Elle est située à l’ouest de la commune de Saint-Méloir-des-Ondes (Saint-Mleï en gallo), située dans le département d'Ille-et-Vilaine et la région Bretagne.

## Historique
La malouinière du Demaine a été construite vers 1730, probablement par Bertrand Dufresne du Demaine, armateur et capitaine corsaire né à Saint-Malo en 1685.
Par succession la malouinière passe à Julien Dufresne, petit-fils d'Hervé Dufresne des Saudrais, capitaine corsaire mort au combat de Bilbao (1697) qui rendit Duguay-Trouin célèbre.
Après la Révolution, la propriété fut vendue au marquis Fournier de Bellevue, un planteur de retour de Saint-Domingue après l'indépendance de l'île.
Transformée en dépendance agricole après la Première Guerre mondiale, la malouinière a ainsi été préservée de toute modernisation malheureuse et conserve, quasiment intact, son sobre décor intérieur.  
Le jardin et l'enclos ont été inscrits monument historique le 3 août 1993.

## Architecture
La malouinière est bâtie selon un plan classique à trois travées, avec quatre cheminées épaulées, des linteaux formant larmier et deux oeils-de-boeufs ovales sur les deux niveaux de la façade côté cour, de chaque côté de la porte d'entrée. L'absence de bandeau d'étage et la persistance des chaînages harpés signent son caractère ancien.
Le décor intérieur, soigné, est composé de sobres boiseries, de plafonds à voûte, et, dans la salle à manger, d'un buffet d'attache entre deux niches pour fontaines d'applique. 
Le jardin a été recréé.

## Propriétaires successif
- Bertrand Dufresne du Demaine (1685-17..), (du Fresne), armateur et capitaine corsaire